# Macilano Basas
Macilano Basas – filipiński zapaśnik walczący w stylu klasycznym i wolnym.
Złoty medalista igrzysk Azji Południowo-Wschodniej w 1997 i srebrny w 2003. Drugi na mistrzostwach Azji Południowo-Wschodniej w 1997. Czternasty na igrzyskach azjatyckich w 2002. Dziesiąty na mistrzostwach Azji w 2001 roku.